# Elisabeth Conradi
Elisabeth Conradi (* 1964) ist Professorin für Philosophie und Gesellschaftstheorie an der Dualen Hochschule Baden-Württemberg Stuttgart und lehrt in den Masterstudiengängen Demokratie und Regieren in Europa und Friedensforschung und Internationale Politik auch am Institut für Politikwissenschaft der Universität Tübingen im Bereich der politischen Theorie. Ihre Forschungsschwerpunkte sind
zeitgenössische Demokratietheorie und Heterogenität sowie gesellschaftliche Marginalisierung in ideengeschichtlicher Perspektive. Weiterhin entwickelt Conradi eine Ethik der Achtsamkeit.

## Werdegang
Elisabeth Conradi wuchs in Hamburg auf. Von 1984 bis 1991 studierte sie Philosophie, Germanistik und Pädagogik, zunächst an der Ruprecht-Karls-Universität Heidelberg, später in Frankfurt am Main und schloss das Studium (Magister Artium) an der Goethe-Universität Frankfurt am Main mit einer
philosophischen Arbeit über Immanuel Kants „Metaphysik der Sitten“ ab. Im Jahr 1992 war sie Junior Visiting Fellow am Institut für die Wissenschaften vom Menschen in Wien. 1993 forschte sie vom DAAD gefördert an der Graduate School for Public and International Affairs, University of Pittsburgh.
Ihr Promotionsstudium führte sie nach Basel, wo sie ihre Promotion im Fach Philosophie 1999 an der philosophisch-historischen Fakultät der Universität Basel mit der Schrift „Take Care. Grundlagen einer Ethik der Achtsamkeit“ mit Auszeichnung abschloss. Im Jahr 2000 war sie zunächst als wissenschaftliche Mitarbeiterin in einem interdisziplinären Forschungsprojekt am Institut für Ethik und Geschichte der Medizin an der Georg-August-Universität Göttingen tätig. Ab 2002 forschte sie dort als wissenschaftliche Assistentin am Seminar für Politikwissenschaft im Bereich Politische Theorie und Ideengeschichte. Während dieser Zeit wirkte sie auch als Visiting Scholar am Political Science Department der University of Chicago. Seit 2009 ist sie Professorin für Gesellschaftstheorie und Philosophie an der Dualen Hochschule Baden-Württemberg Stuttgart.

## Forschungsschwerpunkte

### Politische Theorie und Ideengeschichte
Es kennzeichnet Conradis Herangehensweise, aktuelle Problemstellungen mithilfe von Denkweisen und Begriffen früherer Jahrhunderte zu analysieren, um auf diese Weise systematisch zu Verständnis und Lösung offener Fragen der Gegenwart sowie zur politischen Theoriebildung beizutragen. Entsprechend hat Conradi sich in ihrer Habilitationsschrift eingehend mit der Idee des Kosmopolitismus befasst. Dabei handelt es sich um eine Idee mit Aufforderungscharakter: Es geht um eine Weltperspektive, die Transformationsbestrebungen impliziert. Conradi entfaltet ein Konzept der Transformation, das antike Ideen gelingender Praxis aufgreift. Der Kosmopolitismus regt dazu an, nationalstaatliche Denkgrenzen zu überschreiten und eine weltbürgerliche Perspektive einzunehmen. Die Transformation des Denkens betrifft Individuen oder Staaten als Akteure, aber auch die Gesellschaft. Die interindividuelle Ebene bezieht sich auf Identität und die gesellschaftliche Zugehörigkeit (belonging); an Regierungen formulieren Individuen den Anspruch, es seien Konzepte der politischen Zugehörigkeit (citoyenneté) zu transformieren; auf zwischenstaatlicher Ebene dreht es sich um eine Föderation lokaler politischer Institutionen. Schließlich betrifft der kosmopolitische Anspruch darüber hinaus auch die Frage nach neuen Regierungsformen, nach weltstaatlichen Institutionen und globaler Demokratie.
Im Sinne von Querschnittsbetrachtungen durchziehen auch methodologische Reflexionen die Mehrzahl ihrer Veröffentlichungen. Es entspricht ihrem Verständnis von Wissenschaft, metatheoretische Überlegungen vor allem im Kontext thematischer Fragestellungen zu entwickeln. So erörtert sie die Möglichkeit einer Transformation durch kritische Praxis sowie die Umstände, unter denen es geboten sein mag, vom Besonderen auf das Allgemeine zu schließen. Über metatheoretische Reflexionen hinaus präsentiert Conradi mit dem Paria-Konzept der Theoriegeschichtsschreibung ein von ihr eigens entwickeltes Verfahren und erprobt dieses zugleich erstmals.

### Demokratietheorie
Die Demokratie bildet einen langjährigen Schwerpunkt ihrer wissenschaftlichen Tätigkeit. So untersucht Elisabeth Conradi theoretische Problemstellungen des Wahlrechts und debattiert, ob Menschen, die zur Bevölkerung, aber nicht zum demos zählen, dennoch einen legitimen Anspruch darauf haben, sich an Wahlen zu beteiligen. Am Beispiel des Konfliktes um das Infrastrukturprojekt Stuttgart 21 erörtert sie, welche Aufgaben den Bürgerinnen und Bürgern, verbürgt durch Grundrechte der politischen Kommunikation und Assoziation, jenseits der Wahlen zukommen. Mit Conradis demokratietheoretischem Beitrag setzt sich beispielsweise Winfried Thaa unter dem Stichwort der „responsiven Demokratie“ nachdrücklich auseinander, von Renate Martinsen wird dieser Ansatz im Hinblick auf eine Dynamisierung des Demokratiebegriffs aufgenommen.
Theoriebildend geforscht hat sie auch über neue Formen der Partizipation und politischen Repräsentation. So erörtert Conradi, wie alltägliche Kommunikation die politische Debatte ‚kultivieren‘ kann und dies womöglich zur Zunahme von Inklusion beiträgt. Sie befasst sich mit verschiedenen politischen Versammlungen der letzten Jahre und fragt danach, warum in aller Welt demonstrierend gezeltet wurde, etwa im Gezi-Park in Istanbul, auf dem Tahrir-Platz in Kairo und am Rothschild-Boulevard in Tel Aviv, aber auch in den Hauptstädten Thailands, der Ukraine und Spaniens. Gemeinsam ist den hier beschriebenen Forschungsfragen die politische Dimension des gemeinsamen Wohnens und die Frage nach dem Wandel der demokratischen Praxis.

### Heterogenität und gesellschaftliche Marginalisierung
Ein Teil ihrer Forschung ist dem Umgang mit Heterogenität gewidmet und thematisiert das Spannungsfeld zwischen gesellschaftlich-kultureller Verschiedenheit und politisch-rechtlicher Gleichheit. Es geht um Fragen der Handlungsfähigkeit aus der Marginalität heraus, um Exklusion und einen Mangel an sozialer Integration, um religiöse und kulturelle Differenzen, um Diskriminierung und Missachtung, auch im Hinblick auf die Frage, was dies über die Mehrheitsgesellschaft aussagt. Die wissenschaftliche Bearbeitung erfolgt mithilfe einer Kombination aus soziologischen, kulturwissenschaftlichen und ideenhistorischen Herangehensweisen. Die Forschung ist motiviert durch das aufklärerische Versprechen der Inklusion und ihr Scheitern im ausgehenden 19. und beginnenden zwanzigsten Jahrhundert. Texte aus dieser Zeit, in denen Autorinnen und Autoren ihre eigene Marginalität theoriebildend reflektieren, interpretiert Conradi, um ein vertieftes Verständnis gesellschaftlicher Problemlagen zu erlangen. Ihre Interpretation dieser Betrachtungsweisen bereichert aktuelle Diskussionen über religiöse und kulturelle Differenzen sowie über Exklusion und einen Mangel an sozialer Integration.

### Ethik
Ein Schwerpunkt ihrer Forschung liegt in der Ethik. Conradis Dissertationsschrift „Take Care“ erschließt an der Schnittstelle zwischen Ethik und politischer Theorie normative Begründungsfragen, reflektiert über Sorgetätigkeiten und diskutiert die Schlüsselbegriffe Autonomie, Reziprozität, Respekt, Gegenseitigkeit und Gleichheit kritisch. Seit nunmehr 15 Jahren erfährt die Studie eine breite interdisziplinäre Rezeption. Conradi geht es um Normbegründung und Normativität, um das Verhältnis von Ethik und Politik, um empirische Studien und geschlechtsbezogene Erwartungen im Bereich der Moralentwicklung sowie um professionelle Standards. Es ist ihr an der Bestimmung der Schlüsselbegriffe Achtsamkeit, Zuwendung, Erfahrung, Bezogenheit, Verantwortung, Interrelationalität gelegen. Conradi gilt als eine Vertreterin der Care-Ethik, die sie als eine Ethik der Achtsamkeit ausgestaltet. Achtsamkeit bestimmt sich zwischen den Begriffen Achtung und menschlicher Zuwendung und grenzt sich sowohl von Autonomie als auch vom aufmerksamen Innehalten der buddhistischen Meditation ab.

## Schriften

### Monographien
- Kosmopolitische Zivilgesellschaft. Inklusion durch gelingendes Handeln. Frankfurt am Main: Campus 2011.
- Take Care. Grundlagen einer Ethik der Achtsamkeit. Frankfurt am Main: Campus 2001.

### Als Herausgeberin
- mit Frans Vosman: Praxis der Achtsamkeit. Schlüsselbegriffe der Care-Ethik. Frankfurt am Main: Campus 2016.
- mit Marian Barnes, Frans Vosman: Special Issue des Journals “Ethics & Social Welfare” über “Deliberation and Transformation: Challenges through the Ethics of Care”. Volume 9 (2015) Issue 2
- mit Sabine Plonz: Tätiges Leben. Pluralität und Arbeit im politischen Denken Hannah Arendts. Bochum: swi 2000.

### Ausgewählte Aufsätze
- Lost Approaches to Care: Attention and Beneficence in the German Jewish Tradition of the 19th century. In: Franziska Krause, Joachim Boldt (Hrsg.): Caring about Care. Theoretical and Practical Challenges for Good Care in Healthcare. Palgrave & Macmillan 2016,
- Die ›Ethik der Achtsamkeit‹ zwischen Philosophie und Gesellschaftstheorie. In: Elisabeth Conradi, Frans Vosman (Hrsg.): Praxis der Achtsamkeit. Schlüsselbegriffe der Care-Ethik, Frankfurt am Main: Campus 2016
- Redoing Care: Societal Transformation through Critical Practice. In: Ethics & Social Welfare Volume 9, 2015, Issue 2, S. 113–129.
- Rekonstruierendes Quellenstudium und Nachrezeption: Wie die politische Ideengeschichte zu bereichern ist. In: Walter Reese-Schäfer, Samuel Salzborn (Hrsg.): „Die Stimme des Intellekts ist leise“. Klassiker/innen des politischen Denkens abseits des Mainstreams, Baden-Baden: Nomos 2015, S. 85–111.
- Hannah Arendt als Intellektuelle und die Kontroverse um „Eichmann in Jerusalem“. In: Harald Bluhm, Walter Reese-Schäfer (Hrsg.): Die Intellektuellen und der Weltlauf. Schöpfer und Missionare politischer Ideen in den USA, Asien und Europa nach 1945. Baden-Baden: Nomos 2006, S. 75–93.
- Anderssein als Makel oder Auszeichnung? Hannah Arendts Thesen zur widersprüchlichen Existenz am Rande der Gesellschaft. In: Elisabeth Conradi, Sabine Plonz (Hrsg.): Tätiges Leben. Pluralität und Arbeit im politischen Denken Hannah Arendts. Bochum: swi 2000, S. 21–43.
- Der Kampf der Frau um Sprache und Bild. Margarete Susman über das Geschlechterverhältnis. In: Renate Heuer, Ralph-Rainer Wuthenow (Hrsg.): Gegenbilder und Vorurteil. Aspekte des Judentums im Werk deutschsprachiger Schriftstellerinnen. Frankfurt am Main, New York: Campus 1995, S. 160–188.